# Oussekine
Oussekine (bra: Justiça por Malik Oussekine) é uma minissérie francesa de dramaproduzida Itineraire Productions e Star Original Productions para a The Walt Disney Company. Criada e dirigida por Antoine Chevrollier, a série relata a morte de Malik Oussekine, que ocorreu na França na década de 1980.  A minissérie estreou em 11 de maio de 2022 no Disney+ via Star.

## Enredo
A série narra a morte de Malik Oussekine, um estudante inocente e espectador, que foi morto por forças especiais da polícia na noite de 5 para 6 de dezembro de 1986 em Paris durante um protesto contra uma polêmica reforma universitária em um ato de violência policial indiscriminada e desproporcional. A minissérie também aborda as consequências do crime e o impacto na política, na polícia e na sociedade francesa, além da luta da família por justiça.

## Elenco
- Kad Merad como Georges Kiejman
- Sayyid El Alami como Malik Oussekine
- Hiam Abbass como Aicha Oussekine
- Naidra Ayadi como Fatna Oussekine
- Tewfik Jallab como Mohamed Oussekine
- Mouna Soualem como Sarah Oussekine
- Slimane Dazi como Miloud Oussekine
- Thierry Godard como Jean Schmidt
- Laurent Stocker como Bernard Dartevelle
- Olivier Gourmet como Robert Pandraud
- Bastien Bouillon como Yann
- Gilles Cohen como Maitre Garraud

## Episódios
| N.º | Título    | Dirigido por        | Escrito por                                                 | Exibição original  |
| --- | --------- | ------------------- | ----------------------------------------------------------- | ------------------ |
| 1   | "Parte 1" | Antoine Chevrollier | Antoine Chevrollier, Julien Lilti, Cédric Ido e Faïza Guène | 11 de maio de 2022 |
| 2   | "Parte 2" | Antoine Chevrollier | Antoine Chevrollier, Julien Lilti, Cédric Ido e Faïza Guène | 11 de maio de 2022 |
| 3   | "Parte 3" | Antoine Chevrollier | Antoine Chevrollier, Julien Lilti, Cédric Ido e Faïza Guène | 11 de maio de 2022 |
| 4   | "Parte 4" | Antoine Chevrollier | Antoine Chevrollier, Julien Lilti, Cédric Ido e Faïza Guène | 11 de maio de 2022 |

## Lançamento
A série foi lançada na França e em outros mercados internacionais em 11 de maio de 2022 no Disney+ como uma série original através do hub de conteúdo Star. Na América Latina, Oussekine foi lançada como uma série original através do Star+.